# Juraj II. Duboković
Juraj II. Duboković (Pitve, 17. ožujka 1800. – Hvar, 21. ožujka 1874.) bio je 48. hvarski biskup.
Rođen je u plemićkoj pitovsko-jelšanskoj obitelji Duboković. Školovao se u Hvaru, a teologiju je doktorirao na padovanskom sveučilištu. Po povratku u domovinu bila mu je ponuđena katedra na zadarskoj bogosloviji, ali se on radije prihvatio dušobrižništva. Od 1829. do 1842. bio je župnik Visa. Godine 1842. postaje hvarski kanonik-teolog, a 1844. natpop-župnik Hvara. Uz to, 1847. postao je kaptolski prepozit, a 1850. generalni vikar. Nakon smrti biskupa Filipa Dominika Bordinija 1865. obavlja dužnost kaptolskog vikara.
U ožujku 1866. car i kralj Franjo Josip I. imenovao ga je hvarskim biskupom, prvim porijeklom s otoka Hvara nakon više od 200 godina. Za biskupa ga je u Zadru zaredio nadbiskup Petar Dujam Maupas. Kao biskup sudjelovao je u radu Prvog vatikanskog sabora. Bio je predsjednik osnivačkog odbora hvarskog Higijeničkog društva osnovanog 1868. s ciljem organiziranja turizma. Umro je iznenada u Hvaru 21. ožujka 1874. gdje je i pokopan. Po osobnoj želji srce mu je pokopano u obiteljskoj kapeli sv. Margarite u Zavali.
Objavio je knjige "Theses ex Theologia universalis", 1828. u Padovi, te dvojezični katekizam "Dottrina cristiana - Nauk krstjanski", 1849. u Beču. Pisao je i djelo o gospodarskom, ekonomskom i moralnom stanju u Dalmaciji koje je ostalo u rukopisu. Mjesta, u kojim je djelovao, zadužio je obnovom sakralnih objekata, često o vlastitom trošku.
| Prethodnik:           | Hvarska biskupija | Nasljednik:   |
| Filip Dominik Bordini | Hvarska biskupija | Andrija Illić |